# 레드북 (뮤지컬)
레드북은 2016 공연 예술 창작산실 우수신작에 선정, 2주간의 짧은 공연 기간 이후 제2회 한국뮤지컬어워즈 대상 후보에 오른 대한민국의 창작 뮤지컬이다.
이후 2018년 2월 6일부터 3월 30일까지 세종M시어터에서 본공연이 진행되었다. 또한, 2021년 6월 4일부터 8월 26일까지 홍익대 대학로 아트센터 대극장에서 재연이 이루어졌다. 

## Creative Team
- 작/작사 : 한정석
- 작곡 : 이선영
- 연출 : 오경택
- 음악감독 : 양주인
- 안무 : 홍유선
- 음향 : 권지휘
- 조명 : 이현규
- 무대 : 김정란
- 의상 : 김도연
- 분장 : 김태희

## 등장인물
- 안나
- 브라운
- 로렐라이
- 도로시
- 존슨
- 줄리아
- 코렐
- 메리
- 앤디
- 잭
- 헨리

## 캐스트

### 2018. 2. 6. ~ 2018. 3. 30. 세종M씨어터
- 안나 - 유리아, 아이비
- 브라운 - 박은석, 이상이
- 로렐라이 - 홍우진
- 도로시 - 김국희
- 존슨 - 원종환
- 줄리아 - 허순미
- 코렐 - 정다희
- 메리 - 이다정
- 앤디 - 윤정열
- 잭 - 안창용
- 헨리 - 김승용
- 앙상블 - 김상균, 황두현, 김우석

### 2021.06.04 ~ 2021.08.26 홍익대 대학로 아트센터 대극장
- 안나 - 차지연, 아이비, 김세정
- 브라운 - 송원근, 서경수, 인성
- 로렐라이 - 홍우진, 정상윤, 조풍래
- 바이올렛/도로시 - 김국희, 방진의
- 존슨/앤디 - 원종환, 김대종
- 헨리/잭 - 안창용, 김승용
- 줄리아 - 허순미
- 메리 - 이다정
- 코렐 - 김연진
- 앙상블 - 박세훈, 이경윤, 김지훈, 강동우, 김혜미

## 반응
2018년 1월 대학로 예술극장 대극장 시범공연을 매진사례를 기록하며 뜨겁게 달아올랐으며 인터파크 티켓에 1400개 이상의 관람평과 함께 뮤지컬 종합순위 6위, 창작 작품 기준으로는 2위까지 올라 작품성과 인기를 입증하였다.
2021년 12월 6일, ‘레드북’(제작 아떼오드, 예술감독 송은도)은 제15회 차범석희곡상의 뮤지컬 극본 부문 당선작으로 선정되었다. 극본을 쓴 한정석 작가는 지난 6일 조선일보사에서 개최된 제15회 차범석희곡상 시상식에 참석해 상금과 트로피를 받았다.